# Autorité de régulation du secteur de la santé (Bénin)
L'Autorité de régulation du secteur de la santé, en abrégé ARS, est un établissement public à caractère Sanitaire et scientifique dotée d’une autonomie administrative et de gestion, décret n°2019-417 du 25 septembre 2019 portant création, attributions, organisation, fonctionnement de l'Autorité de Régulation Secteur de la Santé.

## Mission
Placée sous la tutelle de la Présidence de la République, la mission de l'ARS consiste à garantir l'accès de tous les citoyens aux services de santé en assurant une amélioration constante de la qualité des prestations médicales.

## Attributions
La responsabilité de l'ARS consiste à garantir la disponibilité de services de santé de qualité dans tout le pays, à établir des normes de qualité pour le secteur de la santé, à superviser l'accréditation des professionnels médicaux et paramédicaux, à certifier les établissements de santé et à en assurer le suivi, à veiller au respect des pratiques médicales et paramédicales approuvées, à développer et réguler la télémédecine, à donner un avis conforme sur le déploiement du personnel de santé du secteur public, à émettre des avis sur l'allocation des ressources budgétaires de l'État dans le domaine de la santé, et à surveiller l'exécution du budget du ministère de la Santé et à promouvoir la bonne gouvernance.

## Organisations et fonctionnement
Les organes de l'Autorité de régulation du secteur de la santé sont:
- le Collège;
- les commissions techniques;
- le Secrétariat exécutif.

## Collège
Le collège est l'organe délibérant de l'Autorité de Régulation du secteur de la santé. Il exerce les attributions de l'Autorité de Régulation du secteur de la santé telles prédéfinies aux articles 4 et 5 du n°2019-417 du 25 septembre 2019 portant création, attributions, organisation, fonctionnement de l'Autorité de Régulation Secteur de la Santé. Par ailleurs, le Collège approuve,:
- le plan financier, les rapports comptables et les états financiers de l'entité régulatrice;
- les règles internes de l'entité régulatrice;
- la structure organisationnelle du Secrétariat exécutif de l'entité régulatrice;
- les manuels de procédures administratives, financières et techniques de l'entité régulatrice.

## Commissions techniques
Leur responsabilité consiste à examiner les documents qui peuvent être présentés à l'évaluation du Collège. Il s'agit de la Commission «Qualité et sécurité des soins» et de la Commission «Régulation et ressources».

## Commissions de Qualité et sécurité des soins
Cette commission est chargée :
- d'exécuter l'analyse économique et de santé publique des dispositifs et équipements médicaux ;
- d'exécuter l'évaluation de l'adéquation médicale, économique et sociale des médicaments ;
- d'exécuter l'évaluation du système des transferts de patients ;
- d'exécuter l'évaluation de la conformité aux normes et pratiques ;
- d'exécuter l'évaluation de l'efficacité et de l'efficience du système de santé.

## Commissions de Régulation et ressources
Elle est chargée:
- de formuler des critères pour assurer une offre de soins de qualité;
- de formuler des critères pour garantir la sécurité des soins;
- de recommander des mécanismes de régulation entre les prestataires de soins et les tiers payants;
- de soumettre au Collège l'avis conforme de l'Autorité de régulation du secteur de la santé concernant tous les mouvements de personnel public dans le domaine de la santé, à l'exception du personnel du cabinet du ministre chargé de la Santé et de ses collaborateurs immédiats;
- de proposer l'avis de l'Autorité de régulation du secteur de la santé sur les projets de répartition des crédits budgétaires de l'État dans le domaine de la santé;
- de suggérer des mécanismes de suivi de l'exécution du budget du secteur de la santé et de mener des investigations afin de détecter les actes de mauvaise gouvernance;
- de recommander des mécanismes visant à garantir l'accès universel aux soins de santé.

## Secrétariat exécutif
Sous l'autorité du président de l'Autorité de Régulation, le Secrétaire exécutif:
- est responsable de l'administration et des finances de l'institution;
- organise les sessions du Collège et les réunions des commissions techniques;
- met en œuvre les décisions prises par le Collège;
- assure le secrétariat des sessions du Collège en tant que participant avec voix consultative;
- élabore le rapport annuel sur l'état du secteur de la santé;
- soutient le Président dans la coordination, le suivi et l'évaluation de toutes les actions de l'Autorité de Régulation.

## Membres
Neuf membres constituent l'Autorité de Régulation du secteur de la Santé (ARS), dirigé par un président,,. La ARS bénéficie de l'appui du Secrétariat Exécutif,.

## Siège
Le siège de l'autorité de régulation du secteur de la santé se trouve à Cotonou plus précisément à la présidence de la république.